# Guinusia
Guinusia is een geslacht van kreeftachtigen uit de klasse van de Malacostraca (hogere kreeftachtigen).

## Soorten
- Guinusia chabrus (Linnaeus, 1758)
- Guinusia dentipes (De Haan, 1835)